# Thomas Henry Bingham

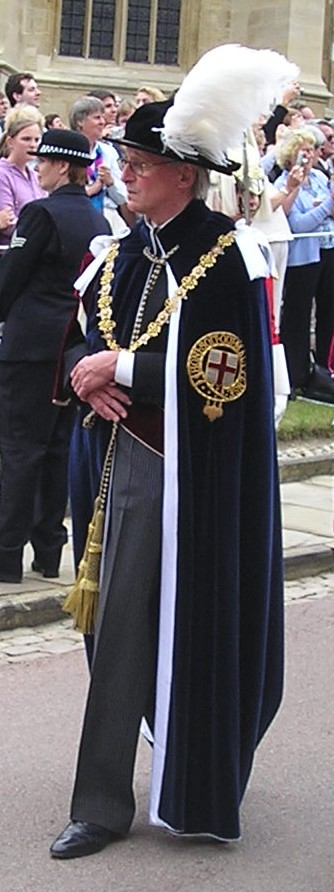
Lord Bingham in der Robe eines Ritters des Hosenbandordens

Thomas Henry Bingham, Baron Bingham of Cornhill, KG, PC, QC, FBA (* 13. Oktober 1933 in London; † 11. September 2010 in Powys, Wales) war ein britischer Richter und Jurist. Er bekleidete mehrere hohe Richterämter im Vereinigten Königreich.

## Leben und Karriere
Bingham wurde am 13. Oktober 1933 in London geboren. Seine Eltern waren als Ärzte in Reigate, Surrey tätig, wo er aufwuchs. Der Vater war Ulster-Presbyterianer. Thomas Bingham besuchte die Sedbergh School (Winder House), eine öffentliche Schule in Cumbria. Er leistete seinen Militärdienst bei den Royal Ulster Rifles ab und war dort Second Lieutenant von 1952 bis 1954. Er erhielt ein Gibbs-Stipendium, um Neuere Geschichte (Modern History) am Balliol College der University of Oxford studieren zu können. Dort schloss er mit der Note „Sehr gut“ ab. Nach seiner Graduierung studierte er mit einem Eldon Law-Stipendium Rechtswissenschaften für eine Tätigkeit als Barrister und schloss 1959 als einer der Klassenbesten ab.
1959 wurde er an der Londoner Rechtsanwaltskammer Gray’s Inn als Anwalt zugelassen.
Er trat als Barrister in eine von Leslie Scarman geleitete Anwaltskanzlei in London ein. Von 1968 bis 1972 war er als Junior Counsel beim Arbeitsministerium tätig. 1972 wurde er mit 38 Jahren Kronanwalt (Queen’s Counsel). 1975 wurde er zum Recorder am Crown Court ernannt, 1980 zum Richter am High Court bei der Queen’s Bench Division und beim Handelsgericht (Commercial Court).
1977 rückte er in die öffentliche Aufmerksamkeit, als er von dem damaligen Außenminister David Owen mit der Leitung einer Untersuchung über einen möglichen Bruch des UN-Embargos gegen Rhodesien durch Mineralölunternehmen im Süden des Landes beauftragt wurde. Er wurde 1986 zum Mitglied des Court of Appeal befördert und leitete von 1991 bis 1992 eine Untersuchung des Zusammenbruches der Bank of Credit and Commerce International.
Am 1. Oktober 1992 wurde er Master of the Rolls und begann in diesem Amt signifikante Reformen, darunter auch den Ersatz von bestimmten mündlichen Anhörungen in bedeutenden Zivilfällen. Er war der erste hohe britische Richter, der die Einarbeitung der Rechtsgrundlagen der Europäischen Menschenrechtskonvention in das britische Rechtssystem unterstützte, was mit der Verabschiedung des Human Rights Act 1998 vollzogen wurde.
Als Lord Chief Justice war Bingham vom 4. Juni 1996 bis zum 6. Juni 2000 für diese Regionen des Königreiches der höchste Richter im Bereich der allgemeinen Gerichtsbarkeit; er war persönlich dafür verantwortlich, dass der Zusatz and Wales im Amtstitel aufgenommen wurde. Im Jahr 2000 wurde er der erste ernannte Senior Law Lord, eine Position, die zuvor immer vom dienstältesten Lord of Appeal ausgeübt worden war. Sein Nachfolger als Lord Chief Justice wurde Harry Woolf, der 1996 schon sein Nachfolger im Amt des Master of the Rolls gewesen war.
Er war ein Verfechter für die Trennung des gerichtlichen Zweiges des House of Lords vom Parlament durch die Gründung eines neuen Supreme Court of the United Kingdom, was durch den Constitutional Reform Act 2005 erreicht wurde. Der Titel des Amtes, das er bekleidete, wurde „Präsident des Supreme Court“ seit der Arbeitsaufnahme des Gerichtshofes im Oktober 2009; allerdings trat Lord Bingham im Juli 2008 in den Ruhestand. Er sagte, er bedauere, nicht der erste Präsident zu werden.
Nach seinem Eintritt in den Ruhestand konzentrierte er seine Arbeit auf seine Pflichten als Lehrer und Dozent für Menschenrechte.

## Mitgliedschaft im House of Lords
Bingham wurde am 4. Juni 1996 zum Life Peer und Law Lord als Baron Bingham of Cornhill, of Boughrood in the County of Powys, ernannt. Mit dem Titel war ein Sitz im House of Lords, den er als Crossbencher einnahm. Seine Antrittsrede im House of Lords hielt Bingham am 3. Juli 1996. Am 22. Juni 2000 meldete er sich dort zuletzt zu Wort. Am 22. Mai 2006 war er zuletzt bei einer Abstimmung anwesend.

## Weitere Ämter und Ehrungen
Von 1982 bis 1986 war er Vorsitzender (Chair) des Council of Legal Education. Von 1983 bis 1993 war er Fellow am Winchester College und ab 1986 Gastprofessor (Visitor) am Balliol College an der University of Oxford. Dem Beirat (Advisory Council) des Centre for Commercial Law Studies des Queen Mary College an der London University gehörte er von 1989 bis 1992 an. Von 1989 bis 1993 war er Vorsitzender (Chair) des King’s Fund Working Parties into Statutory Registration of Osteopaths and Chiropractors. An der Royal Postgraduate Medical School war er von 1989 bis 1999 Gastprofessor (Visitor). Von 1992 bis 1996 war er Mitglied des Council on Public Records und von 1992 bis 1996 Präsident der British Records Association.
Er war Gastprofessor (Visitor) am Nuffield College der University of Oxford von 1992 bis 1996. Der Royal Commission of Historical Manuscripts gehörte er von 1994 bis 2003 an. Außerdem war er Gastprofessor am Darwin College der Universität Cambridge von 1996 bis 2000 und am Templeton College der Universität Oxford ab 1996.
Er war Präsident der Seckford Foundation und der Friends of the National Archives. Bei der British Society war er Vorsitzender. Er war Mitglied des Treuhandrates der LEPRA Health in Action. Beim Cambrian Music Trust war er Mitglied des Treuhandrates. Außerdem war er Präsident des Hay Festival und der 1525 Society der Sedbergh School. 2003 wurde er Ehrenmitglied der British Academy.
2005 wurde er Ritter des Hosenbandordens, eine Ehrung als persönliches Geschenk der Königin Elisabeth II., die selten an Richter verliehen wird. Er erhielt diese Auszeichnung zusammen mit Lady Soames und Sir John Major. Außerdem war er Präsident und Vorsitzender (Chairman) des British Institute of International and Comparative Law, welches das Bingham Centre for the Rule of Law ihm zu Ehren begründete.
Von 2001 bis 2008 war Bingham Obersthofmeister (High Steward) der University of Oxford, dem zweithöchsten Amt in der akademischen Hierarchie und 2003 wurde er Zweiter bei der Wahl des Kanzlers nach Chris Patten. 2009 war Bingham mit der britischen Charityorganisation Reprive involviert. Dort war er Vorsitzender (Chairman) und Direktor.

## Wirken in der Öffentlichkeit
Am 17. November 2008, in seiner ersten wichtigen Rede seit dem Eintritt in den Ruhestand als Senior Law Lord, vor dem The British Institute of International and Comparative Law bezweifelte er die Legalität der Invasion 2003 des Irak durch die USA, Großbritannien und weiterer Staaten. Er sagte, dass die Invasion und Besetzung des Irak „eine ernsthafte Verletzung des internationalen Rechts“ sei und beschuldigte Großbritannien und die USA sich wie eine „Weltbürgerwehr“ zu verhalten.
Im Juni 2009 wurde Bingham vom Rechtsjournalisten Joshua Rozenberg zum Thema Rechtsstaatlichkeit im internationalen Bereich befragt. Das Interview wurde durchgeführt, um Aufmerksamkeit für das Bingham Centre for the Rule of Law beim The British Institute of International and Comparative Law zu erregen. Binghams Überlegungen zu diesem Thema, insbesondere zum Verbot von bestimmten Waffen in internationalen Konflikten, wurden im The Independent veröffentlicht, ebenso im The Daily Telegraph. Bingham hatte unbemannte Drohnen mit Clusterbomben und Landminen verglichen und aufgrund ihrer Wirkung für völkerrechtswidrig eingestuft.
Sein Buch, The Rule of Law, erschien 2010 im Penguin-Verlag von Verlagsgründer Allen Lane.
2006 hielt er die alljährliche Sir David Williams-Vorlesung beim Centre for Public Law an der Faculty of Law der Universität Cambridge. Der Titel dieses Vortrags lautete The Rule of Law. Im Januar 2008 präsentierte er die jährliche Hansard Lecture an der Universität Southampton. 2009 hielt er die jährliche Jan Grodecki-Vorlesung an der Universität Leicester mit dem Titel The House of Lords: Its Future.

## Privates und Tod
Bingham heiratete am 14. September 1963 Elizabeth Patricia Loxley. Er hatte zwei Söhne und eine Tochter, Kate Bingham, die mit Jesse Norman verheiratet ist.
Bingham starb am 11. September 2010 im Alter von 76 Jahren in seinem Haus in Cornhill, Powys in Wales an Krebs.

## Veröffentlichungen
- The Rule of Law. Penguin Global, 2010. ISBN 978-1-84614-090-7